# Nella terra dei pinguini
Nella terra dei pinguini è il 26º album in studio di Patty Pravo, pubblicato il 16 febbraio 2011 dalla casa discografica Carosello.

## Descrizione
L'album viene pubblicato in versione compact disc immediatamente dopo il Festival di Sanremo 2011, anticipato dal singolo Unisono. Col brano Il vento e le rose la Pravo partecipa alla sessantunesima edizione del Festival, senza venire ammessa alla serata finale.
Durante la terza serata del Festival, dedicata ai festeggiamenti del 150º anno dell'Unità d'Italia, l'artista si esibisce col brano Mille lire al mese di Gilberto Mazzi, anch'esso inserito nella versione Deluxe dell'album. Oltre a questa, è inserita nella tracklist dell'album anche la versione de Il vento e le rose in duetto con Morgan, che i due cantanti avrebbero dovuto interpretare durante la quarta serata del Festival, ma che non hanno avuto possibilità di eseguire, data l'eliminazione definitiva di Patty Pravo durante la terza serata. L'ultima delle tre tracce in più contenute nella versione Deluxe dell'album è una long-version live del brano Sogno, pubblicato per la prima volta nella colonna sonora del film di Ferzan Özpetek Mine vaganti, di cui fa parte (oltre alla versione live di Pensiero stupendo).

## Tracce
1. La vita è qui – 3:46 (testo: Luca Rustici/Philippe Leon – musica: Ania)
2. Unisono – 4:00 (Giuliano Sangiorgi)
3. Schiaffi di carezze – 3:34 (testo: David Gionfriddo/Marco Migliori – musica: Ilaria Cortese/Marco Migliori)
4. Il vento e le rose – 3:46 (testo: Diego Calvetti – musica: Diego Calvetti/Marco Ciappelli)
5. Come fiele – 3:29 (testo: Marco Giacomelli/Fabio Petrillo – musica: Marco Ciappelli/Saverio Grandi/Nicoletta Strambelli)
6. Basti tu – 2:57 (testo: David Gionfriddo – musica: Ilaria Cortese)
7. The Fool – 2:47 (testo: David Gionfriddo – musica: Diego Calvetti/Marco Ciappelli)
8. Cielo – 3:57 (Giuliano Sangiorgi)
9. Malato amore – 3:02 (testo: Marco Giacomelli/Fabio Petrillo – musica: Ilaria Cortese/Nicoletta Strambelli)
10. Averti qui con me – 3:14 (testo: Emiliano Cecere/Diego Calvetti – musica: Marco Ciappelli)
11. Fuoco calamita – 3:38 (testo: Marco Migliori – musica: Marco Migliori/Marco Ciappelli/Lapo Consortini)
12. Mille lire al mese – 3:18 (testo: Carlo Innocenzi – musica: Alessandro Sopranzi)
13. Il vento e le rose (feat. Morgan) – 3:51 (testo: Diego Calvetti – musica: Diego Calvetti/Marco Ciappelli)
14. Sogno – 3:32 (testo: Marco Giacomelli/Fabio Petrillo – musica: Ilaria Cortese/Nicoletta Strambelli) – live

Durata totale: 48:51

## Formazione
- Patty Pravo – voce
- Donald Renda – batteria
- Adriano Lo Giudice – basso (in The Fool, Come fiele, Basti tu e Fuoco calamita)
- Lapo Consortini – chitarra
- Diego Calvetti – tastiera, programmazione, pianoforte, organo Hammond
- Ronny Aglietti – basso (in La vita è qui, Unisono, Il vento e le rose, Cielo, Averti qui con me, Schiaffi di carezze e Malato amore)
- Roberto De Angeli – chitarra (in The Fool, Unisono e Il vento e le rose)
- Gabriele Bolognesi – sax
- Emiliano Cecere – cori (in La vita è qui)
- Lisa Kant – cori (in Mille lire al mese)

## Classifiche
| Posizione | 15 | 23 | 51 | 84 | 72 |